# Anna Marchetti
Anna Marchetti (Copparo, 29 luglio 1945 – Bologna, 23 luglio 2015) è stata una cantante italiana, attiva negli anni sessanta.

## Biografia
Iniziò a cantare giovanissima: dapprima si esibì per 2 anni nel circo Fiorini accompagnata appunto da Daris, Ivano, Oscar e Tosca Fiorini per poi diventare la voce solista di un complesso che girava le balere dell'Emilia-Romagna e del Veneto.
Nel 1964 raggiunse la finale del Festival di Castrocaro.
L'anno successivo venne scelta da Mike Bongiorno per la trasmissione La fiera dei sogni nel ruolo di valletta cantante, facendosi conoscere dal grande pubblico; nello stesso anno partecipò a Un disco per l'estate 1965 con Più di ieri.
Partecipò al Festival di Sanremo 1966 con Io ti amo in abbinamento con Plinio Maggi che era anche autore del testo, e a Un disco per l'estate 1966 con La rapsodia del vecchio Liszt, suo primo vero successo e probabilmente anche sua canzone più nota.
L'anno successivo partecipò al Festival delle Rose con Per conquistare te, in abbinamento con Rocky Roberts.
Arrivò in finale ad Un disco per l'estate 1967 con Gira finché vuoi e a Un disco per l'estate 1968 con L'estate di Dominique.
Partecipò anche a Canzonissima 1968, nella quarta puntata (del 19 ottobre), in cui presentò La rapsodia del vecchio Liszt.
Nel 1971 decise di ritirarsi dalle scene.
Morì il 23 luglio 2015 a Bologna, pochi giorni prima del suo settantesimo compleanno, in seguito a una lunga malattia.
A testimonianza di un'epoca, quella degli anni Sessanta, nell'archivio Getty Images sono depositate una serie di foto del 1968 che ritraggono Anna Marchetti insieme a Franco Rosi quale boy friend del tempo in un parco di Milano.

## Discografia parziale

### 33 giri
- 1967: Per conquistare tutti... (Meazzi, MLX 04045)

### 45 giri
- 1964: Tristezze/Io sono così (Meazzi, M 01271)
- 1964: Che fai tu luna in ciel/Tristezze (Meazzi, M 01275)
- 1965: Più di ieri/Canto d'amore (Meazzi, M 01278)
- 1965: Il colore dell'amore/Se tu fossi un vero amico (Meazzi, M 01284)
- 1966: Io ti amo/Ma perché lo fai (Meazzi, M 01288)
- 1966: La rapsodia del vecchio Liszt/Se tu fossi un vero amico (Meazzi, M 01294)
- 1966: Chi lo sa/Oggi son contenta (Meazzi, M 01297)
- 1967: Gira finché vuoi/L'ultima parola (Meazzi, M 01302)
- 1967: Il mondo cambierà/Ma perché lo fai (Meazzi, M 01306)
- 1967: Per conquistare te/L'ultima parola (Meazzi, M 01309)
- 1968: L'estate di Dominique/Essere invisibile/Un muro fra di noi (Meazzi, M 01323)
- 1968: Ma come posso non pensarti più/La mia città (Meazzi, M 01335)
- 1969: Amore di donna/Quando i ragazzi si baciano (Meazzi, EDM 1350)
- 1971: Un'emozione/Al mio paese (Produttori Associati, PA/NP 3182)

### 45 giri pubblicati fuori dall'Italia
- 1966: Io ti amo/Ma perché lo fai (Belter - Q7 - 245) - Spagna
- 1966: La rapsodia del vecchio Liszt/Se tu fossi un vero amico (Italia - I 2054) - Germania